# Беллози, Лучано
Лучано Беллози (итал. Luciano Bellosi; 7 июля 1936, Флоренция — 26 апреля 2011, Флоренция) — итальянский историк искусства.
В 1969—1979 гг. работал в управлении художественных галерей Флоренции, затем преподавал историю средневекового искусства в Сиенском университете. В 2006 г. вышел на пенсию.
Известный специалист по искусству XIII—XV вв., особенно тосканскому. Автор монографий «Буффальмакко и „Триумф смерти“» (итал. Buffalmacco e il Trionfo della Morte; 1975), «Овца Джотто» (итал. La pecora di Giotto; 1985), «Золото Сиены» (итал. L'Oro di siena; 1996), «Чимабуэ» (1998), «„Маэста“ Дуччо» (итал. Duccio La Maestà; Галлимар, 1999, французский перевод Луи Боналюми). Подготовил также неоднократно переиздававшийся на разных языках каталог всех работ Джотто. В 1985 г. организовал в Сиене международную конференцию по изучению творчества Симоне Мартини и подготовил публикацию сборника её материалов.